# Clea Badaro
Clea Badaro, anche nota come Cléo (in arabo كلايا بدارو‎?, in greco antico: κλέα βαδάρο?); Il Cairo, 1913 – Alessandria d'Egitto, 1968), è stata una pittrice e artista egiziana di origine greca.

## Biografia
Nasce al Cairo nel 1913, vive in Svizzera fino ai primi anni '30, per poi tornare a vivere ad Alessandria d’Egitto. Fonda uno studio presso “L'atelier d'Alexandrie”. Sposa l’artista alessandrino Giovanni di Pietro nel 1950 con il quale vive fino al 1961 anno in cui lui muore. Negli anni, Clea Badaro conosce e frequenta la critica d'arte Hilda Zaluser, la pittrice Gilda Ambron, e lo scrittore Lawrence Durrell, al quale ha ispirato il personaggio di “Cleo” nel suo bestseller “Il Quartetto di Alessandria”.
Badaro partecipa alla Biennale di Venezia, la Biennale di Alessandria d’Egitto, alla Biennale di San Paolo ed a mostre a Mosca, Leningrado, Madrid e Barcelona.
I suoi lavori spaziano dai paesaggi, i ritratti, e gli animali. Sono molto note le sue pitture e suoi schizzi sulle scene di marinai e soldati, di circhi, bar e cabaret realizzati durante gli anni della II Guerra Mondiale che raccontano la vita cosmopolita che si respirava all’epoca in Egitto. Alcuni di questi dipinti si possono visitare nei musei egiziani di arte moderna.

## Premi
- 1934: Gran Premio, Accademia di Belle Arti di Losanna, Svizzera.
- 1958: Premio per pittura del Salone del Cairo, Egitto.